# دينا لارسن (كاتبة)
دينا لارسن (بالإنجليزية: Deena Larsen)‏ هي كاتِبة وشاعرة أمريكية، ولدت في 1964.